# Záluží, Beroun
Záluží là một làng thuộc huyện Beroun, vùng Středočeský, Cộng hòa Séc.